# C. J. Thomason
Christopher John Thomason (* 6. Dezember 1982 in Abilene, Texas, USA) ist ein US-amerikanischer Schauspieler und Model. 

## Leben
C. J. Thomason wurde am 6. Dezember 1982 in Abilene, Texas geboren. Er begann im Alter von zwölf Jahren zu schauspielern. Er ging auf die Central High School in San Angelo. Später zog er nach Los Angeles, um dort eine Schauspielkarriere zu starten.

## Karriere
C. J. Thomason wurde 2001 vom Regisseur David DeCoteau entdeckt und für den Film The Brotherhood II gecastet. danach folgten Rollen in Serien wie For The People und General Hospital sowie eine Hauptrolle in Boston Public, CSI: NY und What About Brian. Seine bislang größte Rolle spielte er in Harper’s Island, als Jimmy Mance. 2012 stand er als Hunter neben Edward Furlong, Monica Keena und Andre Royo in Peter Engert Action Thriller Aftermath vor der Kamera.

## Filmografie
Filme
- 2001: The Brotherhood II: Young Warlocks, als Marcus Ratner
- 2007: Jane Doe: Ties That Bind, als Valet
- 2007: Transformers, als Sailor
- 2008: Jane Doe: Eye of the Beholder, als Valet
- 2009: Sutures, als Ben
- 2011: Husk - Erntezeit, als Chris

Fernsehen
- 2002: For The People, als Rafe
- 2002–2003: General Hospital, als Lucas Jones
- 2003: Boston Public, als Eddie Jr.
- 2006: CSI: NY, als Patrick Thompson
- 2006: What About Brian, als Albert Miller
- 2009: Harper’s Island, als Jimmy Mance